# 大行院 (弘前市)
大行院（だいこういん）はかつて、青森県弘前市西茂森1丁目（現在の弘前天満宮境内）に所在し、今は廃寺となっている修験道寺院。津軽藩の羽黒派修験、大峰派修験の両修験司頭を務めた。山号は松峰山。寺号は長永寺。かつての醍醐寺三宝院の末寺にあたる。

## 歴史
慶長17年（1612年）に近江国甲賀郡の飯道寺岩本院の修験である大行院永尊により開かれる。
正保元年（1645年）に藩主津軽信義により、津軽藩領内の山伏を支配する修験司頭に任命され、寺領30石を与えられる。
寛文7年（1667年）に本寺より松峰山長永寺の寺山号を与えられる一方、 羽黒山別当の尊寿院の要請を受けた藩主津軽信政により羽黒派・大峰派両修験司頭に任命される。
正徳元年（1711年）の寺社領分限帳（弘前市立弘前図書館所蔵）によると、当院の支配山伏は110人で、うち羽黒派は12人、大峰派は98人とある。
なお、後年に同帳に貼られた貼紙によると、天明の大飢饉により寺領30石は廃田となり、天明6年（1786年）に12石寄付されたとある。
｢永禄日記｣や｢平山日記｣によると宝暦4年（1754年）に現在の弘前天満宮の地に移転したとある。
｢葛西彦六日記｣によると文化11年（1814年）と文政11年（1828年）に当院で富籤が行われた。
『弘藩明治一統誌』は明治3年に大行院が廃寺となり、その跡に橋雲寺の天満宮が移ったとし、『新選陸奥国誌』（明治9年）には明治4年（1871年）に大行院が修験道を廃して神道専一の菅原神社になり、相殿に大行院境内にあった少彦名神を祀る若木神社を配したとしている。